# 面粉战争
面粉战争（法語：Guerre des farines）是一场1775年4月至5月发生于法兰西王国北部、东部、西部的一系列暴动，暴动的导火索是粮食价格和随之而来的面包价格上涨，而面包又是民众的主食。后来，路易十六的财政大臣劳恩男爵安·罗伯特·雅克·杜尔哥通过稳定价格和部署军队的措施使得暴动得到控制。